# De Leuvehaven in Rotterdam
De Leuvehaven in Rotterdam is een schilderij van de Franse schilder Eugène Boudin in Museum Boijmans Van Beuningen in Rotterdam.

## Voorstelling
Het stelt de Leuvehaven in Rotterdam voor, gezien naar de Leuvebrug. De schilder Eugène Boudin heeft verschillende keren Nederland bezocht. Er zijn van hem gezichten van Rotterdam bekend uit 1876 en 1879 en riviergezichten bij Dordrecht uit 1884.

## Toeschrijving en datering
Het schilderij in rechtsonder gesigneerd ‘E. Boudin / Rotterdam’. Boudin schilderde het vermoedelijk tijdens zijn bezoek aan Rotterdam in 1876 of 1879. Of hij tijdens zijn bezoek aan Nederland in 1884 ook Rotterdam aandeed is onbekend.
Het schilderij was van 12 februari 2021 t/m 4 september 2022 te zien in de tentoonstelling Maritieme Meesterwerken in het Maritiem Museum Rotterdam.